# Аугустинер
Аугустинер или Августинер (на немски: Augustiner) е марка немска бира, която се произвежда от баварската пивоварна „Augustiner Bräu Wagner KG“ в гр.Мюнхен, Германия.

## История
„Augustiner Bräu Wagner KG“ е най-старата пивоварна в Мюнхен. На 5 юли 1294 г. извън Мюнхен е основан манастир на Ордена на августинците, които, както е било прието в тези времена, варят бира за собствени нужди. Мюнхен се разраства и през 1315 г. манастирът се намира вече в пределите на градските стени. Най-ранните писмени документи за съществуването на манастирската пивоварна се отнасят към 1328 г., когато е съставен списък на градските сгради, оцелели след силния градски пожар през същата година. Оттогава започва и официалната история на пивоварната „Аугустинер“. Монасите-августинци получават възможност да продават своята бира благодарение предоставеното им от краля на Бавария право на производство и продажба на бира под марката Augustiner. Бирата Augustiner се продава в собствената манастирска бирария наречена „Аугустинер Брау-Шенк“. Освен това манастирът е освободен изцяло от заплащане на всякакви данъци като награда за произвежданата от него висококачествена бира.
През 1803 г. в резултат на процеса на секуларизацията пивоварната преминава в собственост на държавата. През 1817 г. пивоварната е преместена на „Ноехаузерщрасе“; сградата на пивоварната е запазена и до днес, но значително преустроена в началото на ХІХ век и превърната в бирария. Фамилията Вагнер, които придобиват пивоварната през 1829 г., пренасят производството на бира на „Ландсбергер-щрасе“.
През 1944 г., по време на бомбардировките на Мюнхен от съюзническата авиация, пивоварната е почти напълно разрушена, но след войната е възстановена напълно.
И понастоящем Augustiner е единствената пивоварна в Мюнхен, която продължава да произвежда своята бира в дъбови бъчви, което придава на пивото особен и неповторим вкус. За производството се използва ечемик от най-добро качество от собствено производство, а също така алпийска вода от собствен водоизточник с дълбочина 230 метра.
Augustiner е една от шестте мюнхенски пивоварни, имащи изключително право на участие в знаменития празник „Октоберфест“.
Годишното производство на пивоварната през 2005 г. възлиза на около 950 000 хектолитра, за да достигне до 1 300 000 хектолитра през 2010 г.

## Търговски асортимент
„Augustiner“ се произвежда в следните разновидности:
- Augustiner Lagerbier Hell – светла лагер бира със сламеножълт цвят, лека и искряща, с алкохолно съдържание 5,2 об.%
- Augustiner Dunkel – тъмна лагер бира с малцов вкус и пикантен аромат, с алкохолно съдържание 5,6 об.%
- Augustiner Brau Munchen 1328 Edelstoff – светъл дортмундер хелес със светлозлатист цвят, пищна плътна пяна, приятен малцов аромат и лека хмелна горчивина, с алкохолно съдържание 5,6 об.%
- Augustiner Heller Bock – силна светла бок бира с алкохолно съдържание 7 об.%
- Augustiner Oktoberfest Bier – сезонна октоберфест бира с алкохолно съдържание 6 об.%. Вари се само за празника Октоберфест
- Augustiner Pils – класически светъл пилзнер със светлозлатист цвят, плътна бяла пяна, силен малцов и хмелен аромат, с алкохолно съдържание 5,6 об.%
- Augustiner Maximator – тъмна допелбок бира с махагонено червен цвят, пикантен вкус и аромат, с алкохолно съдържание 7,5 об.%
- Augustiner Weissbier – светла вайс бира с кехлибарен цвят, пикантен плодов вкус и аромат, с алкохолно съдържание 5,4 об.%

## Галерия
- Augustiner Weissbier
- Augustinerbräu Heller Bock